# Romsdalshorn Station
Romsdalshorn Station (Romsdalshorn stasjon eller Romsdalshorn stoppested) var en jernbanestation, der lå ved fjeldet Romsdalshorn i Rauma kommune på Raumabanen i Norge. Stationen blev åbnet som holdeplads sammen med den sidste del af banen 30. november 1924. Den blev gjort ubetjent 15. juni 1953, og 30. oktober 1964 blev den nedgraderet til trinbræt. Betjeningen med persontog ophørte 29. maj 1988.
Stationsbygningen er tegnet af Gudmund Hoel og Bjarne Friis Baastad ved NSB Arkitektkontor. Den er tegnet i nyklassicistisk stil men inspireret af den mere nybarokke, nationalromantiske stil fra stationsbygningerne på Dovrebanen.
I 2005 blev stationsbygningen flyttet til Horgheim, hvor den blev restaureret. Bygningen står ved den store rasteplads under fjeldvæggen Trollveggen og lige ved jernbanen men fungerer ikke som station. Årsagen til flytningen var at Europavej E136 skulle føres gennem Romsdalen og lige gennem stationsområdet. Romsdalshorn Station er et vigtigt kulturhistorisk minde om trafikken i Møre og Romsdal.